# Minna Burgarth
Minna Burgarth (auch: Minna Burgarth-Bertram, * 12. November 1877 in Hamburg als Minna Bertram; † 26. März 1965 in Garstedt) war eine deutsche Schriftstellerin.

## Leben
Minna Burgarth war Lehrerin. Sie lebte nach ihrer Pensionierung in Garstedt bei Hamburg. Ab Ende der Zwanzigerjahre veröffentlichte sie eine Reihe von Kinder- und Jugendbüchern.

## Werke
- Nothart der Knecht, Hamburg-Fuhlsbüttel 1929
- Wirad von Boizenburg, Frankfurt a. M. 1930
- Hans und Grete, Halle 1931 (unter dem Namen Minna Burgarth-Bertram)
- Die Einhartkinder, Stuttgart 1932 (unter dem Namen Minna Burgarth-Bertram)
- Aufregung um Annemie, Halle 1933 (unter dem Namen Minna Burgarth-Bertram)
- Die Glocken läuten Sturm, Stuttgart 1935

| Personendaten    | Personendaten                                                              |
| ---------------- | -------------------------------------------------------------------------- |
| NAME             | Burgarth, Minna                                                            |
| ALTERNATIVNAMEN  | Burgarth-Bertram, Minna (vollständiger Name); Bertram, Minna (Geburtsname) |
| KURZBESCHREIBUNG | deutsche Schriftstellerin                                                  |
| GEBURTSDATUM     | 12. November 1877                                                          |
| GEBURTSORT       | Hamburg                                                                    |
| STERBEDATUM      | 26. März 1965                                                              |
| STERBEORT        | Garstedt                                                                   |